# 멤피스 블릭

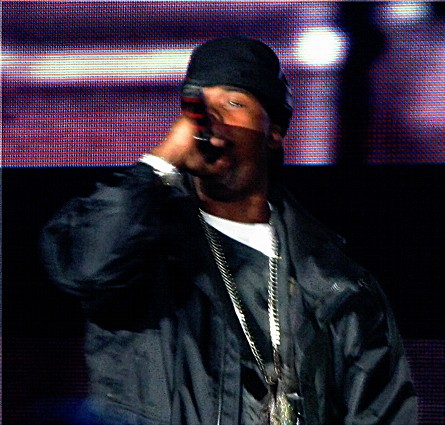
멤피스 블릭

멤피스 블릭(Memphis Bleek, 본명: Malik Thuston Cox, 1978년 6월 23일 ~ )은 미국의 랩가수이다. 락커펠라 레코드의 소속돼 있으며, 데프잼 레코드, 러프 라이더에도 소속돼 있다.

## 데뷔
락커펠라 레코드의 첫 번째 뮤지션이자, 오랫동안 레이블에 몸담고 있었다. Jay-z와는 각별한 사이이며, 1996년부터 알게 되었다. 1998년 첫앨범 'Coming Of Age'를 발매한다.
다음 앨범인 'The Understanding'은 골드,'M.A.D.E'는 플래티늄을 기록한다.그는 2004년 Jay-z가 은톼할 때, 앨범인 '5.3.4'를 발매했는데, 이 앨범에서 그는 그의 은퇴를 랩한 노래 'Dear Summer'이 수록돼 있었다.
그의 히트 싱글인 'Is That Your Chick'는 미시 앨리엇, 제이-지가 참여했다.이 곡은 빌보드 랩챠트에서 7위로 올랐고, 다음 싱글인 'It's Alright'는 61위로 올랐다.그는 DMX, Ja Rule, T.I, Freeway, 캄론, 영 건즈, 비니 시겔 등과 음반작업을 한 경력이 있다.

## 앨범
- 1999: Coming of Age
- 2000: The Understanding
- 2003: M.A.D.E.
- 2005: 534